# 서변남로
서변남로(西邊南路, 대구광역시도 제12호선)는 대구광역시 북구 침산동 서변대교 남단과 서변동 서변고가차도를 잇는 대구광역시도이다.
신천대로와 경부고속도로를 직접 이어주고 구안 국도(국도 제5호선)의 정체를 해소하기 위해 건설된 도로이며, 서변대교와 함께 건설되었다. 서변로의 남쪽에 위치한 도로라고 하여 '서변남로'로 명명되었다.

## 역사
- 1993년 11월 말 : 서변대교와 함께 개통
- 1997년 4월 29일 : 대구광역시도 제12호선으로 지정[1]
- 2000년 11월 30일 : 서변고가차도 ~ 고촌교 893m 구간을 자동차 전용도로로 지정[2]
- 2009년 12월 10일 : 서변남로로 명명

## 자동차 전용도로
이 도로는 서변대교부터 북대구 나들목까지 구간이 1993년 11월 26일부터, 북대구 나들목부터 서변고가차도까지 구간이 2000년 10월 30일부터 자동차 전용도로로 지정되어 있어, 보행자, 자전거 등은 통행할 수 없다. 이륜자동차(모터사이클 혹은 오토바이)는 긴급자동차(싸이카 및 소방용 모터사이클 등)에 한해 통행이 가능하며, 그 밖의 이륜자동차는 통행할 수 없다.

## 같이 보기
- 서변대교
- 북대구 나들목